# Pseudochama picta
Pseudochama picta is een tweekleppigensoort uit de familie van de Chamidae. De wetenschappelijke naam van de soort is voor het eerst geldig gepubliceerd in 1846 door Chenu.